# Pleuroceras arollanum
Pleuroceras arollanum är en svampart som tillhör divisionen sporsäcksvampar, och som beskrevs av Michel Monod. Pleuroceras arollanum ingår i släktet Pleuroceras, och familjen Gnomoniaceae. Arten är reproducerande i Sverige.